# Estell Manor
Estell Manor – miasto w Stanach Zjednoczonych, w stanie New Jersey, w hrabstwie Atlantic.